# EA Sports UFC
EA Sports UFC  är en Martial Artsspelserie från EA Sports.
Mobilversion av spelen släpptes för iOS och Android-enheter. En uppföljare, EA Sports UFC 2, släpptes i mars 2016.  Den tredje delen, EA Sports UFC 3, släpptes den 2 februari 2018. 

## Spel
| Spel            | År   | Omslag                             |
| --------------- | ---- | ---------------------------------- |
| EA Sports UFC   | 2014 | Jon Jones, Alexander Gustafsson    |
| EA Sports UFC 2 | 2016 | Ronda Rousey och Conor McGregor    |
| EA Sports UFC 3 | 2018 | Conor McGregor                     |
| EA Sports UFC 4 | 2020 | Jorge Masvidal och Israel Adesanya |